# Хаан (блюдо)
Хаан (от якут. «кровь») — блюдо якутской кухни, представляющее собой кровяную колбасу. Готовят из говяжьей или конской крови. В качестве оболочки используют тонкую или толстую кишку.

## Виды хаана
Существуют два вида хаана: деликатесный и простой. Отличия заключаются в используемой крови. Перед началом готовки кровь отстаивают, она разделяется на две части: верхнюю жидкую (субай) и нижнюю более плотную («чёрная кровь»). Хаан из субая получается более нежным и гладким по текстуре. Такая разновидность считается самой вкусной. Деликатесный и простой хаан также отличаются по цвету: колбаса из субая получается намного светлее колбасы из «чёрной крови».

## Технология приготовления
Приготовление хаана начинается с того, что отстаивают кровь и подготавливают кишки (очищают и надувают для проверки на наличие повреждений). Далее кровь смешивают с молоком, при желании можно добавлять кусочки сала. Получившейся массой наполняют подготовленные кишки. Далее хаан замораживают для хранения.
Чтобы довести хаан до готовности, его необходимо отварить в подсоленной воде. При этом варить замороженную колбасу нельзя, ей сначала дают время оттаять. Варят на слабом огне около 30-40 минут. Допускать активного бурления воды нельзя, иначе колбаса может лопнуть. Готовность хаана можно определить по светлому цвету, который приобретёт колбаса. Кроме того, если проткнуть готовую колбасу, из неё будет выделяться светлая жидкость.
Впрок хаан не варят, его готовят непосредственно перед подачей на стол.
Для нарезки используют хорошо наточенный нож.